# Davit Pogosian
Davit Pogosian –en georgiano: დავით პოღოსიანი– (Gori, 21 de agosto de 1974) es un deportista georgiano que compitió en lucha libre. Ganó una medalla de bronce en el Campeonato Mundial de Lucha de 2001 y dos medallas de oro en el Campeonato Europeo de Lucha, en los años 1997 y 1998.
Participó en dos Juegos Olímpicos de Verano, Sídney 2000 y Atenas 2004, ocupando el quinto lugar en ambas ediciones.

## Palmarés internacional
| Campeonato Mundial | Campeonato Mundial  | Campeonato Mundial | Campeonato Mundial |
| Año                | Lugar               | Medalla            | Categoría          |
| ------------------ | ------------------- | ------------------ | ------------------ |
| 2001               | Patras (Grecia)     | Medalla de bronce  | 58 kg              |
| Campeonato Europeo |                     |                    |                    |
| Año                | Lugar               | Medalla            | Categoría          |
| 1997               | Varsovia (Polonia)  | Medalla de oro     | 58 kg              |
| 1998               | Minsk (Bielorrusia) | Medalla de oro     | 58 kg              |